# Alexander Löhr
Alexander Löhr (Drobeta-Turnu Severin, 20. svibnja 1885. – Beograd, 26. veljače 1947.), njemački vojnik, časnik u vojskama Austro-Ugarske Monarhije, Republike Austrije, te Nacističke Njemačke.

## Životopis

### Mladost i Prvi svjetski rat
Alexander Löhr rođen je u Rumunjskoj 1885. god. Osim njemačkog, odlično je govorio ruski, hrvatski, rumunjski i mađarski jezik. U Prvom svjetskom ratu zapovjedao je vodom pionirske bojne 85. pješačke pukovnije Austro-Ugarske vojske. Kraj rata dočekao je s činom bojnika.

### Međuratno razdoblje
Nakon rata, Löhr nastavlja služiti u vojsci novostvorene Republike Austrije. U čin potpukovnika unaprijeđen je 1921., a u čin pukovnika 1928. god. Čin general-bojnika dobiva 1934. kada postaje zapovjednik Austrijskog ratnog zrakoplovstva.
Po izvođenju Anschlussa 1938., Löhr prelazi u oružane snage Nacističke Njemačke. Ubrzo je postao zapovjednik njemačke zrakoplovne flote na području Austrije. Tada je unaprijeđen u čin general-poručnika.

### Drugi svjetski rat
Po izbijanju Drugog svjetskog rata, Löhr je postao zapovjednik 4. zračne flote. Sudjelovao je u napadima na Poljsku, Jugoslaviju, i SSSR. Njegove zračne snage bombardirale su Beograd. Dne 3. svibnja 1941. promaknut je u čin general-pukovnika. Zapovijedao je 12. armijom na Balkanu od 12. srpnja 1942. do prosinca 1942. godine.
Zapovjedao je prvim većim anti-partizanskim operacijama u Hrvatskoj. Veći dio rata, kao nadležni general, bio je u stalnoj vezi s njemačkim predstavnicima u NDH, te je bio upoznat sa stanjem i problemima u hrvatskoj državi.
Prilikom propasti NDH, zapovjedao je povlačenjem njemačke vojske na sjever. Potpisao je kapitulaciju 9. svibnja 1945. i predao se partizanima u Sloveniji, ali je tri dana poslije pobjegao i uspio se probiti do Britanaca kojima se predao. Britanci su ga izručili jugoslavenskim komunističkim vlastima. Osuđen je na smrt zbog odgovornosti za bombardiranje Beograda 6. travnja 1941 i strijeljan 26. veljače 1947. u Beogradu.